# David & the Citizens
David & the Citizens var svenskt indierockband grundat 1999, med bas i Skåne.

## Historik
Bandet grundades 1999 av sångaren och låtskrivaren David Fridlund. Med ett par inspelade låtar i bagaget flyttade han från Stockholm till Malmö. Där hade han inom ett par veckor fått ihop ett band bestående av Mikael Carlsson, Jenny Wilson och Karl-Jonas Winqvist och en spelning på det numer nerlagda Den blinda åsnan.
Samma år spelade bandet på Hultsfredsfestivalen och Emmabodafestivalen. Wilson och Winqvist hoppade av för att satsa helhjärtat på First Floor Power i Stockholm, vilket ledde till att Alexander Madsen, Conny Fridh och senare även Magnus Bjerkert gick med i bandet. 
Första EP:n, David & the Citizens, släpptes 9 april 2001 på skivbolaget Adrian Recordings. Samma år släpptes ännu en EP under namnet I've Been Floating Upstream. Bandet spelade samma år för andra gången på Hultsfredsfestivalen.
Debutalbumet For All Happy Endings släpptes 8 mars 2002 och snart därefter EP:n Song Against Life vars titelspår låg flera veckor på MTV:s Up North. Den sommaren spelade bandet på alla stora festivaler i Sverige och även på Roskildefestivalen.
År 2003 släpptes uppföljaren Until the Sadness Is Gone och 2004 EP:n Big Chill som även Mattias Alkberg medverkade på.
År 2006 släppte bandet Let's Not Fall Apart 1999-2005, en DVD som visar bandets egen väg fram till dags dato. Ironiskt nog hade bandet vid släppet tappat två medlemmar, Alexander Madsen och Mikael Carlsson. Som ersättare på trummor tillkom John Bjerkert och bandet bestod därefter av fyra medlemmar.
Den nya konstellationen släppte 17 maj 2006 ett minialbum med namnet Are You in My Blood?. Minialbumet var det första av bandets skivor som släpptes på ett annat skivbolag än Adrian Recordings (som ägs av den före detta bandmedlemmen Magnus Bjerkert). Istället släpptes det på det Lundbaserade Bad Taste Records.
Den 5 februari 2007 meddelades på den officiella webbplatsen att Magnus Bjerkert, Conny Fridh och John Bjerkert valde att lämna bandet på grund av en längre tid med kommunikationssvårigheter mellan bandmedlemmarna. David Fridlund blev därmed ensam kvar i bandet.
David Fridlund arbetade under en tid med att hitta ersättare för de förlorade medlemmarna men lyckades inte och den planerade turnén i Finland, Tyskland och Nederländerna ställdes in.
Den 17 december 2007 släpptes EP:n I Saw My Reflection and I Didn't Recognize Myself. EP:n innehåller fyra spår och kunde laddas ner från webbplatsen gratis. Publiken hade även möjligheten att betala för EP:n om man så vill då instruktioner följer med. Förutom låtarna innehåller den även bilder och sångtexter.
Den 4 augusti 2008 meddelade David Fridlund i sin blogg att bandet inte längre existerar men att han kommer att fortsätta göra musik under sitt eget namn.

## Diskografi

### Album
- 2002 – For All Happy Endings
- 2003 – Until the Sadness Is Gone
- 2006 – Stop the Tape! Stop the Tape!

### EP
- 2001 – David & the Citizens
- 2001 – I've Been Floating Upstream
- 2002 – Song Against Life
- 2003 – New Direction
- 2004 – Big Chill
- 2006 – Are You in My Blood?
- 2006 – David & the Citizens (2006) - Endast släppt i USA
- 2007 – I Saw My Reflection and I Didn't Recognize Myself

### Singlar
- 2002 – Pink Evening (Send Me Off...)
- 2003 – The End
- 2003 – Graycoated Morning
- 2006 – A Heart & a Hand & the Love for a Band

## Filmografi
- 2006 – Let's Not Fall Apart 1999-2005

## Medlemmar
- David Fridlund sång, piano, gitarr

### Gamla medlemmar
- Conny Fridh - bas, kör (till 2007)
- Magnus Bjerkert - trumpet, orgel, piano, gitarr (till 2007)
- John Bjerkert - trummor, kör (till 2007)
- Alexander Madsen - gitarr (till 2006)
- Mikael Carlsson - trummor, kör (till 2006)